# ラップ・アリーナ
ラップ・アリーナ（Rupp Arena）は、ケンタッキー州レキシントンに位置する多目的アリーナ。

## 概要
ラップアリーナは1976年に完成。当初からケンタッキー大学ワイルドキャッツ男子バスケットボールの本拠地、またアイスホッケーの試合も行われている。1985年のNCAAファイナルフォーの開催、WWEのバックラッシュは2006年に開催された。座席数は23,500席。
ケンタッキー大学ワイルドキャッツ男子バスケットボールチームを4度の全米王者に導いた、アドルフ・ラップ（Adlph Rupp）の功績を称え、アリーナの名前に名付けられた。
また、大物歌手のコンサートもたびたび開催されることが多く、過去にポール・マッカートニー、エルトン・ジョン、ビリー・ジョエル、テイラー・スウィフトらがライブを行った。